# Fannia xantopyga
Fannia xantopyga är en tvåvingeart som beskrevs av Albuquerque 1980. Fannia xantopyga ingår i släktet Fannia och familjen takdansflugor. Inga underarter finns listade i Catalogue of Life.